# Alexandre Christoyannopoulos
Alexandre Christoyannopoulos (grec moderne : Αλέξανδρος Χριστογιαννόπουλος), né à Bruxelles en 1979, est un écrivain et essayiste chrétien libertaire franco-grec.
Auteur, en 2009, de Christian anarchism : a political commentary on the Gospel, il se situe dans la mouvance de l'anarchisme chrétien fondée par Léon Tolstoï et prolongée, notamment, par Jacques Ellul,, Dorothy Day et Aristide Pierre Maurin.

## Biographie
Alexandre Christoyannopoulos est chargé de cours en sciences politiques à l'Université de Loughborough.

## Œuvres
- (en) Religious Anarchism: New Perspectives, Cambridge Scholars, 2009,  (ISBN 1-4438-1132-7).
- (en) Christian anarchism : a political commentary on the Gospel, Exeter, Imprint Academic, 2011 (ISBN 9781845402471).
- (en) Tolstoy's Political Thought,  (ISBN 0-415-60402-8).

### Articles
- (en) Leo Tolstoy, in International Encyclopedia of Revolution and Protest : 1500 to the Present, Blackwell, 2009.
- (de) Die Bergpredigt – ein christlich-anarchistisches Manifest. Ausgewählte Passagen libertär interpretiert, in Christlicher Anarchismus - Facetten einer libertären Strömung, Unrast Verlag, 2014,  (ISBN 978-3897715424), présentation en ligne.

### Conférences
- (en) Christian Anarchism : A Revolutionary Reading of the Bible, Religion, Globalisation and Security section of the World International, Studies Conference in Ljubljana, 23-26 juillet 2008, lire en ligne.
- (en) Him Only Shalt Thou Serve : A Christian anarchist critique of the Westphalian international order, conférence donnée lors du colloque Rethinking Anarchy : Anarchism and World Politics, 18 juin 2010, Université de Bristol, notice CIRA.
- (en) Violent, Deceptive, Enslaving and Idolatrous: A Christian anarchist critique of the global political economy / Violente, décevante, esclavisante et idolâtre. Une critique christiano-anarchiste de l’économie politique mondiale, congrès de la Société internationale de sociologie des religions (SISR), organisé par l’Institut d’études politiques d’Aix-en-Provence, 30 juin - 3 juillet 2011, cité en ligne.
- Une critique anarchiste chrétienne de la violence : tendre l’autre joue comme un rejet de l’État, colloque Religion et contestation, Clermont-Ferrand, 15-16 avril 2014, Institut de recherche pour l’étude des religions; Université Paris-Sorbonne, cité en ligne.

## Notices
- Notices d'autorité :   - VIAF
  - ISNI
  - BnF (données)
  - IdRef
  - LCCN
  - GND
  - Pays-Bas
  - Israël
  - Norvège
  - WorldCat
- Google Scholar : Alexandre Christoyannopoulos.
- Centre International de Recherches sur l'Anarchisme (Lausanne) : notice bibliographique.
- (en) Association internationale de science politique : Christian Anarchism. A Political Commentary on the Gospel.